# Войташек, Радослав
Радослав Войташе́к (пол. Radosław Wojtaszek; род. 13 января 1987, Эльблонг) — польский шахматист, гроссмейстер (2005). Чемпион Польши (2005, 2014, 2016, 2021—2022), в составе сборной — участник Олимпиад (2006—2014) и командных чемпионатов Европы (2005—2011, 2015—2017). Секундант Вишванатана Ананда на матче за звание чемпиона мира 2012.
В июле 2015 года женился на Алине Кашлинской.